# Comte de Wessex
 (mai 2018).
Si vous disposez d'ouvrages ou d'articles de référence ou si vous connaissez des sites web de qualité traitant du thème abordé ici, merci de compléter l'article en donnant les références utiles à sa vérifiabilité et en les liant à la section « Notes et références ».
Comte de Wessex (Earl of Wessex) est un titre de noblesse qui a été créé deux fois dans l'histoire britannique : la première fois de 1019 à 1071, pendant la période anglo-saxonne antérieure à la conquête normande, et une seconde fois en 1999, dans la pairie du Royaume-Uni.
Le Wessex est l'un des principaux royaumes anglo-saxons du Haut Moyen-Âge. Après l'unification du royaume d'Angleterre sous l'égide de la maison de Wessex, la région conserve une certaine importance.

## Première création: de 1019 à 1071
En 1019, le comté de Wessex est conféré à Godwin par le premier roi qui ne fait pas partie de cette maison de Wessex : Knut le Grand. À la mort de Godwin en 1053, le comté est transféré à son fils, Harold Godwinson, qui règne brièvement sur l'Angleterre en 1066, de la mort de son beau-frère Édouard le Confesseur à sa propre mort durant la bataille d'Hastings ce 14 octobre.
Le comté ne survit que quelques années à Harold. Guillaume le Conquérant l'attribue à son plus fidèle compagnon, William FitzOsbern, lequel aide Guillaume à consolider son nouveau royaume jusqu'à sa mort en 1071. Guillaume ne transfère pas ce comté à Roger, le fils de William, qui n’hérite que du titre de comte de Hereford.

## Seconde création: en 1999
En 1999, le prince Edward, le plus jeune fils de la reine Élisabeth II, né en 1964, épouse Sophie Rhys-Jones. Les jeunes fils du monarque recevant habituellement un titre de duc au moment de leur mariage, les experts avaient pronostiqué les anciens titres de « duc de Cambridge » et de « duc de Sussex » comme les plus probables pouvant être attribués à Edward, mais Edward n'est à l'époque que 7e dans l'ordre de succession au trône britannique, et le fait qu'il entretienne des liens étroits avec la scène théâtrale n'aurait pas été du goût de la reine et aurait joué en sa défaveur.[réf. souhaitée] Sa mère ne lui octroie alors que le titre de « comte de Wessex » qui est recréé pour l'occasion, après des siècles sans titulaire. À l'annonce de la recréation du titre, le palais précise cependant que le prince recevra bien in fine un titre de duc, en l'occurrence celui de duc d'Édimbourg, mais uniquement lorsque son actuel détenteur, le prince Philip, le père d’Edward, et son épouse, donc la reine Élisabeth II elle-même, seront tous deux décédés. Le titre lui sera confié à vie et il ne pourra pas le transmettre à ses descendants.
Le prince détient le titre subsidiaire de « vicomte Severn », d’ores et déjà utilisé comme titre de courtoisie pour son fils unique, James Mountbatten-Windsor, né en 2007. 
En 2019 le prince reçoit le titre subsidiaire de « comte de Forfar ». 
Le 10 mars 2023, il reçoit comme prévu de la part de son frère, Charles III le titre de duc d’Édimbourg. Son fils prend, par courtoisie, le titre de comte de Wessex. Ce dernier est la seule personne susceptible pour l’instant de succéder aux titres de son père.

## Fiction
Le film Boulevard du rhum de Robert Enrico (1971) met en scène un Lord William Percival Hammond, marquis de Wessex, joué par Clive Revill, amant puis mari de l'actrice Linda Larue (Brigitte Bardot). Dans le film, le personnage se présente comme « William Percival Rupert Plantagenet Hammond, 14e marquis de Wessex, 11e comte de Shetland, 17e vicomte de Fair Isle. »
En 1998, le film Shakespeare in Love met en scène un comte de Wessex dans un rôle de « méchant », interprété par l'acteur Colin Firth. D'après le quotidien The Telegraph, le prince Edward qui aurait dû devenir « duc de Cambridge » aurait demandé à sa mère de devenir en lieu et place « comte de Wessex » après avoir vu ce film de John Madden, car il aurait apprécié la sonorité du titre nobiliaire.
Dans les deux romans Le Marteau des sorcières (2017) et Le Testament d'involution (2018) de Fabien Cerutti, l'un des antagonistes se prénomme Lyndon de Wessex ; il est le fils de Balmor de Wessex, arrière-petit-fils du roi George III, petit neveu de la reine Victoria. Il est membre d'une branche cousine de la famille royale.